# LUNA SEA (음반)
《LUNA SEA》는 LUNA SEA의 첫 오리지널 앨범이다. 초회 한정반은 사진집 소책자 · 스티커 첨부. 2007년 12월 7일에, 최신 리마스터링 + DVD와의 2매 세트로 유니버설 뮤직에서 재발매되었다. DVD 내용은 「MOON」 「PRECIOUS...」의 라이브 영상( 모두 1991년 9월 19일·일본 청년관 공연의 영상) 이 2개의 영상은 1991년 9월 19일 일본 청년관의 것이지만 수록되고 있는 음성은 교체된 것이다. 2011년 3월 16일에 본 앨범에 수록된 10곡을 모두 새로 녹음하여 발매됐다.

## 개요
- LUNA SEA의 첫 앨범이며, 인디즈 시대의 유일한 CD 음원이다. 당시 X의 YOSHIKI가 주최하고 있던 엑스터시 레코드로부터 셀프 프로듀스에 의해 릴리스 되었다.
- 가사 카드의 마지막에 있는 「Special Thanks」의 란에는 Extasy Records 소속의 밴드명이 써지고 있지만 X와 AION의 멤버에 관해서는 한 사람 한 사람의 이름이 쓰여 있다.
- 쟈켓 사진은 겨울에 이노카시라 공원에서 촬영된 것.

## 수록곡
1. FATE
작곡 : 스기조 / 작사 : 류이치
LUNA SEA의 곡으로서는 드물게 투 버스 또는 트윈 페달을 필요로 하는 악곡.
2. TIME IS DEAD
작곡 : J / 작사 : 류이치
제이가 태어나서 처음으로 작곡했다고 하는 「SEXUAL PARVASION」(1st 데모 테이프에 수록)이라고 하는 곡이 원곡이다.LUNA SEA로서 첫 오리지널곡으로 종막에 이르기까지 라이브에서의 인기곡이 되었다.
3. SANDY TIME
작곡:이노란 / 작사 : 류이치
클린 톤의 기타와 비뚤어진 기타의 편성의 곡이다.
4. BRANCH ROAD
작곡 : 스기조 / 작사 : 류이치
정사를 테마로 한 가사의 곡.
5. SHADE
작곡 : J / 작사 : 류이치
원래 2nd 데모 테이프 「SHADE」에 수록되고 있었지만 재수록. 2비트의 넘버이지만 간주로 3 박자가 나온다고 하는 구성.SUGIZO가 바이올린을 담당했다.
6. BLUE TRANSPARENCY ~限りなく透明に近いブルー~ (한없이 투명에 가까운 블루)
작곡 : 이노란 / 작사 : 류이치
「한없이 투명에 가까운 블루」라고 하는 부제는 무라카미 류의 소설의 제목으로부터 그대로 따온 것으로 가사도 소설의 내용과 같이 마약 중독이 테마가 되고 있다.
7. THE SLAIN
작곡 : J / 작사 : 류이치
마지막에는 시계의 소리가 다음의 곡으로 연결된다.
8. CHESS
작곡 : 스기조 / 작사 : 류이치
전곡의 시계의 소리가 멈춘 뒤 프로펠라의 기동음이 울려 베이스의 독주 후 연주가 개시된다. 가사는 인간의 전쟁을 신들의 게임(체스)에 비유하고 있다. LUNA SEA의 곡 중에서 제일 템포가 빠르다.
9. MOON
작곡 : 스기조 / 작사 : 류이치
딜레이가 걸린 기타가 인트로로부터 계속되는 4분의 3 박자의 넘버.다음 작품의 메이저 데뷔 앨범 「IMAGE」에서 리메이크 된다. 후에 라이브 앨범 「NEVER SOLD OUT」에도 수록되어 작곡자인 SUGIZO 자신이 진심으로 만족하게 된 것은 (납득할 수 있는 퀄리티에 이르렀다는 의미) 이때 (1996년의 「한겨울의 야외」라이브)가 처음이었다고 말했다.
10. PRECIOUS
작곡 : J / 작사 : 류이치
초기의 무렵부터 라이브로 빈번히 연주되어 종막 라이브 「THE FINAL ACT」에서도 2일 모두 연주되었다. 초기의 무렵에는 약간 템포가 빠른 곡이었다.「LUNA SEA MEMORIAL COVER ALBUM -Re:birth-」에서는 메리에 의해서 커버되고 있다.